# Кубок світу з біатлону 2010—2011 — етап 7
Сьомий етап Кубка світу з біатлону 2010-11 проходив у місті Преск-Айл, штат Мен, США з 4 по 6 лютого 2011.

## Розклад
Розклад за даними biathlonworld.com
| Дата     | Час       | Дисципліна                |
| -------- | --------- | ------------------------- |
| 4 лютого | 15:30 CET | Спринт10 км, чоловіки     |
| 4 лютого | 18:15 CET | Спринт 7,5 км, жінки      |
| 5 лютого | 20:25 CET | Змішана естафета          |
| 6 лютого | 16:00 CET | Персьют 12,5 км, чоловіки |
| 6 лютого | 18:00 CET | Персьют 10 км, жінки      |

## Переможці та призери

### Чоловіки
| Гонка:                                                                 | Золото:                | Час               | Срібло:               | Час               | Бронза:                  | ЧАс               |
| Спринт 10 км Протокол [Архівовано 3 лютого 2011 у Wayback Machine.]    | Арнд Пайффер Німеччина | 25:28.8 (0+0)     | Мартен Фуркад Франція | 25:44.7 (0+1)     | Іван Черезов Росія       | 26:05.2 (0+0)     |
| Персьют 12,5 км Протокол [Архівовано 9 лютого 2011 у Wayback Machine.] | Алексі Беф Франція     | 36:02.4 (0+1+0+1) | Іван Черезов Росія    | 36:12.7 (1+1+2+0) | Карл Юхан Бергман Швеція | 36:16.7 (1+0+0+2) |

### Жінки
| Гонка:                                                               | Золото:               | Час               | Срібло:              | Час               | Бронза:                  | ЧАс               |
| Спринт 7,5 км Протокол [Архівовано 7 лютого 2011 у Wayback Machine.] | Гелена Екгольм Швеція | 20:38.7 (0+0)     | Тура Бергер Норвегія | 20:47.5 (0+1)     | Валя Семеренко Україна   | 20:58.1 (0+0)     |
| Персьют 10 км Протокол [Архівовано 9 лютого 2011 у Wayback Machine.] | Тура Бергер Норвегія  | 35:12.1 (0+1+2+1) | Марі Дорен Франція   | 35:42.8 (0+0+1+2) | Дарія Домрачова Білорусь | 36:23.3 (0+0+3+2) |

### Змішана естафета
| Гонка:                                                                                | Золото:                                                               | Час                                                       | Срібло:                                               | Час                                                       | Бронза:                                                          | Час                                                       |
| Естафета 2 x 6 км + 2 x 7,5 км Протокол [Архівовано 7 лютого 2011 у Wayback Machine.] | Німеччина Катрін Гітцер Маґдалена Нойнер Александер Вольф Даніель Бем | 1:13:31.6 (0+0) (0+2) (0+1) (0+1) (0+2) (0+1) (0+2) (0+2) | Франція Марі-Лор Брюне Софі Буаї Венсан Же Алексі Беф | 1:13:59.5 (0+0) (0+2) (0+3) (0+1) (0+0) (0+0) (0+1) (0+0) | Росія Світлана Слєпцова Наталія Гусєва Іван Черезов Максим Чудов | 1:14:33.0 (0+1) (0+2) (0+2) (0+1) (0+0) (0+2) (0+2) (0+3) |

## Досягнення
Найкращі результати в кар'єрі
| - Маркус Віндіш (ITA), 6 у спринті - Юліан Ебергард (AUT), 20 у спринті,18 у персьюті - Крістіан Штеблер (SUI), 26 у спринті - Свен Ґроссеґґер (AUT), 35 у спринті - Олександр Батюк (UKR), 36 у спринті - Натан Сміт (CAN), 43 у спринті - Віталій Кільчицький (UKR), 51 у спринті, 44 в персьюті - Даніл Степценко (EST), 56 у спринті, 51 у персьюті - Мартин Богданов (BUL), 58 у спринті,52 у персьюті - Мирослав Кенанов (BUL), 65 у спринті - Міланко Петрович (SRB), 67 у спринті - Зек Голл (USA), 70 у спринті - Алексі Беф (FRA), 1 у персьюті - Генрік л'Абе-Лунд (NOR), 10 у персьюті | - Валя Семеренко (UKR), 3 у спринті - Агнєшка Циль (POL), 6 у спринті - Софі Буаї (FRA), 8 у спринті, 7 у персьюті - Сара Студебейкер (USA), 14 у спринті - Ульяна Денисова (RUS), 16 у спринті та персьюті - Анна Карін Стремстедт (SWE), 31 у спринті - Лор Сулі (AND), 34 у спринті, 31 у персьюті - Росанна Кроуфорд (CAN), 46 у спринті - Лумініта Піскоран (ROU), 53 у спринті, 52 у персьюті - Марі Дорен (FRA), 2 у персьюті - Катерина Глазиріна (RUS), 14 у персьюті - Наталія Бурдига (UKR), 17 у персьюті - Клод Годбу (CAN), 50 у персьюті |

Перша гонка на Кубку світу
| - Генрік л'Абе-Лунд (NOR), 17 у спринті - Артем Ушаков (RUS), 66 у спринті | - Катерина Глазиріна (RUS), 39 у спринті - Клод Годбу (CAN), 54 у спринті |